# Jacques Delachet
Jacques Delachet (Marsiglia, 22 maggio 1921 – Carry-le-Rouet, 12 febbraio 1994) è stato un calciatore francese, di ruolo portiere.

## Carriera

### Club
Ha giocato per Tolone, Marsiglia e Red Star. Vanta più di 34 presenze in Ligue 1.